# Тімо Гіетала
Тімо Гіетала (фін. Timo Hietala 1960, Гельсінкі, Фінляндія) — професійний фінський композитор. Написав музику для більш ніж 100 кіно-, теле-, радіо- і театральних вистав. Поєднує у своїх роботах різні музичні жанри і стилі, такі, як симфонічна музика, етнічна музика, джаз, рок та ін. Перемагав на різних конкурсах і фестивалях Європи. Тімо Гіетала є автором музики до таких відомих в Європі кінофільмів, як «Талі — Ігантала 1944» (2007), «Кубатон» (2011), «Вікно в літо» (2011), «Мовчання» (2011) та ін.